# Peter Pan-priset
För andra betydelser, se Peter Pan (olika betydelser).

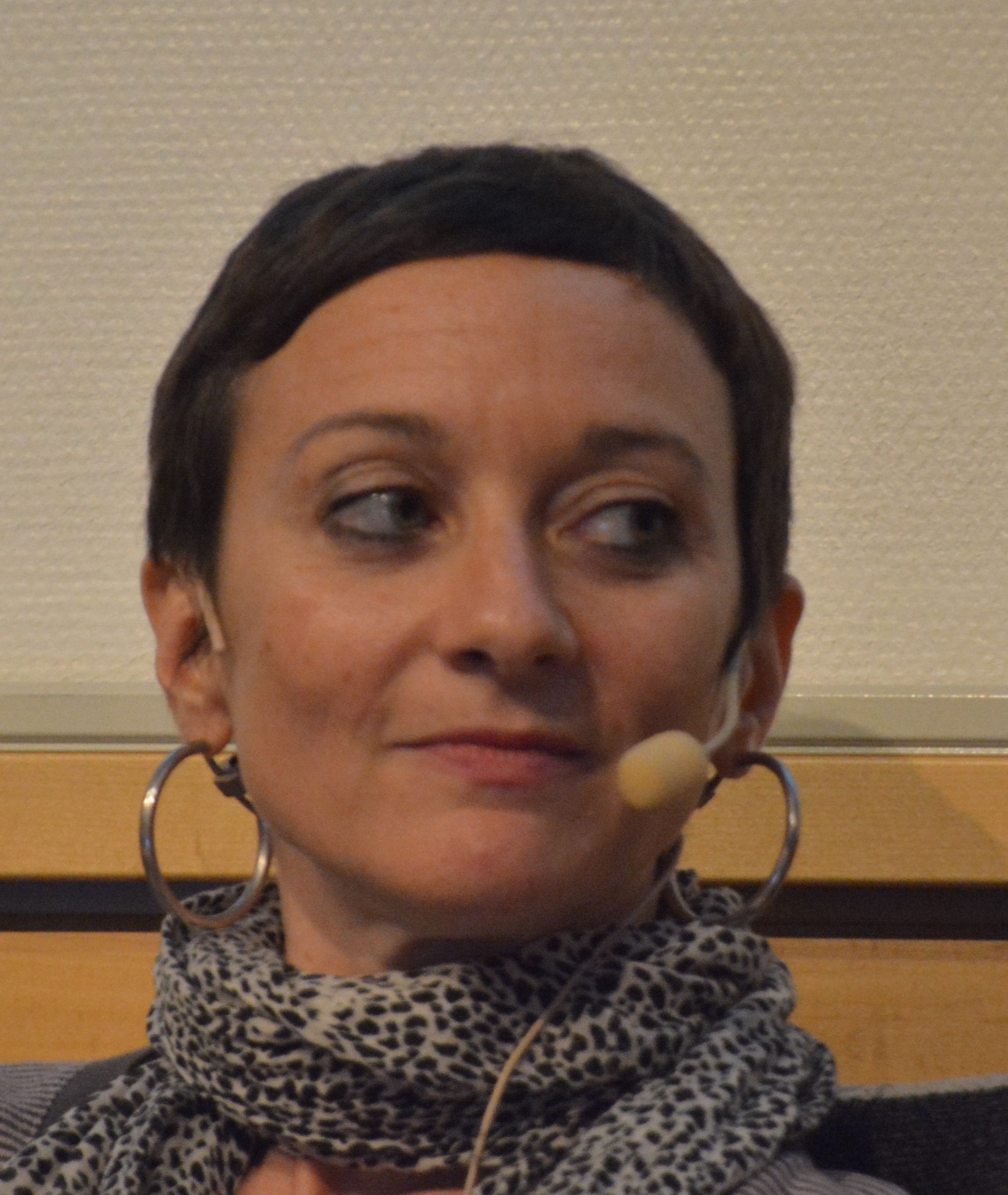
Daniela Stamatiadi, illustratör till 2016 års vinnare Isabelles röda klänning, på Bokmässan i Göteborg 2016

Peter Pan-priset är ett svenskt barnlitteraturpris, som delas ut årligen till en utländsk författare för en översatt barn- eller ungdomsbok. Det instiftades år 2000 av IBBY Sverige och Bok & Biblioteksmässan i Göteborg. Priset består av ett diplom skapat av Eva Eriksson samt en inbjudan till mässan, där prisvinnaren presenteras på ett seminarium.
Priset syftar till att uppmärksamma översatta verk inom barn- och ungdomslitteraturen.

## Pristagare
- 2000 – Aubrey Flegg för Katies krig[2]
- 2001 – Cari Best, Giselle Potter för Hipp, hurra för mormor[3]
- 2002 – Alexis Kouros för På en ö i havet[4]
- 2003 – Deborah Ellis för Den osynliga flickan[5]
- 2004 – Lian Hearn för Över näktergalens golv[6]
- 2005 – Marjane Satrapi för Persepolis[7]
- 2006 – Catherine Gower, He Zhihong för Long-longs nyår[8]
- 2007 – Faïza Guène och översättaren Lotta Riad för Kiffe kiffe imorgon[9]
- 2008 – Nguyễn Ngọc Thuan för Blunda och öppna ditt fönster[10]
- 2009 – Sherman Alexie för Den absolut sanna historien om mitt liv som halvtidsindian[11]
- 2010 – Maria Hendriks, Piet Grobler för Makwelane och krokodilen[12]
- 2011 – Shaun Tan för Ankomsten[13]
- 2012 – Ho Baek Lee för Ensam hemma[14]
- 2013 –  Nanoy Rafael (text) och Sergio Bumatay III (bild) för Naku, Nakuu, Nakuuu![15]
- 2014 – Ali Lewis för Världens ände[16]
- 2015 – Chih-Yuan Chen för Guji Guji[17]
- 2016 – Marina Michaelidou-Kadi och Daniela Stamatiadi för Isabelles röda klänning[18]
- 2017 – Dasha Tolstikova för Mitt år av längtan[19]
- 2018 – Marguerite Abouet och Mathieu Sapin för Akissi - det flygande fåret[20]
- 2019 – Bonnie-Sue Hitchcoch för Doften av ett hem i översättning av Helena Hansson[21]
- 2020 – Eymard Toledo för Bené – snabbare än den snabbaste hönan i översättning av Björn Eklund[22]
- 2021 – Anete Melece för Kiosken i översättning av Juris Kronbergs[23]
- 2022 – Cao Wenxuan och Igor Oleynikov för Maomaos längtan i översättning av Anna Gustafsson Chen[24]
- 2023 – junaida för Monsteriet
- 2024 – Thrity Umrigar och Khoa Le för Socker i mjölken
- 2025 - Joanna Estrella för Pardalita[25]